# Einstein@home
Einstein@Home è un progetto di calcolo distribuito della Università del Wisconsin-Milwaukee che sfrutta la piattaforma software BOINC (Berkeley Open Infrastructure for Network Computing). Lo scopo è quello di analizzare i dati provenienti dagli interferometri degli osservatori astronomici LIGO (Stati Uniti d'America) e GEO 600 (Germania) in cerca di segnali che evidenzino la presenza di onde gravitazionali da fonti quali buchi neri, pulsar e altri particolari tipi di stelle.

## Introduzione
Einstein@Home è progettato per analizzare i dati raccolti dagli osservatori LIGO e GEO 600 alla ricerca di onde gravitazionali. Il progetto è stato ufficialmente lanciato il 19 febbraio 2005 come parte del contributo della American Physical Society all'Anno internazionale della fisica (2005). Esso sfrutta le risorse di un sistema di calcolo distribuito volontario per risolvere il problema, molto pesante dal punto di vista computazionale, di analizzare la grossa mole di dati a disposizione. Tale approccio fu introdotto dal progetto SETI@home, creato per cercare segnali di vita extraterrestre analizzando i segnali radio provenienti dallo spazio. Einstein@Home gira sulla stessa piattaforma software di SETI@home, cioè BOINC.
A tutto dicembre 2015, più di 846.000 volontari di 214 nazioni hanno partecipato al progetto, facendolo diventare il terzo progetto BOINC più popolare. Circa 44.000 utenti attivi contribuiscono a fornire una potenza computazionale di 2.200 teraFLOPS, il che pone Einstein@Home tra le prime 20 posizioni nella lista dei TOP500 supercomputer.
Al 17 maggio 2025, Einstein@Home continua a essere uno dei progetti più attivi della piattaforma BOINC, con oltre 5 milioni di task attivi e più di 1,8 milioni completati solo nell’ultima settimana. La capacità computazionale del progetto ha raggiunto i 15.398 TFLOPS, con un contributo particolarmente significativo da CPU  e GPU, soprattutto NVIDIA e Apple Silicon, che garantiscono rispettivamente circa 95.000 e 65.000 risultati validati al giorno. I partecipanti attivi nelle ultime due settimane sono oltre 16.000, distribuiti su più di 30.000 host con 400.000 core CPU totali. La maggior parte dei sottoprogetti, tra cui FGRP5, BRP4A e O3AS,  risulta operativa, mentre alcuni generatori come BRP4G e FGRPB1G risultano disattivati o momentaneamente fermi. Il sistema mostra uno stato stabile, senza backlog significativi nei processi di transizione, assimilazione o validazione dei dati.

## Obiettivi scientifici
Einstein@Home è un'iniziativa scientifica di calcolo distribuito che si colloca all'avanguardia nella ricerca di sorgenti continue di onde gravitazionali, in particolare pulsar isolate o sistemi binari compatti, attraverso analisi all-sky su larga scala. Il progetto sfrutta la potenza computazionale aggregata di centinaia di migliaia di computer volontari per processare i dati raccolti da rivelatori come LIGO, Virgo e GEO600, applicando sofisticati algoritmi di matched filtering e tecniche di Fourier ad alta risoluzione. Tra le sorgenti astrofisiche potenzialmente emittenti segnali gravitazionali continui vi sono stelle di neutroni in rapida rotazione con asimmetrie di massa, sistemi binari a lungo periodo e instabilità bar-mode in stadi avanzati di evoluzione stellare. L’obiettivo primario è l’identificazione di segnali deboli e persistenti sepolti nel rumore strumentale, la cui rilevazione costituirebbe una svolta cruciale nella fisica fondamentale, aprendo una nuova finestra osservativa sull’universo e fornendo vincoli diretti su proprietà della materia degenere, deformazioni crustali delle stelle di neutroni, e possibili deviazioni dalla Relatività Generale. A maggio 2025, il progetto continua a elaborare milioni di task settimanali, con una potenza computazionale complessiva superiore a 15 PetaFLOPS, contribuendo attivamente alla crescita del campo dell’astronomia gravitazionale con numerose scoperte di pulsar radio silenti in dati gamma e segnali quasi-periodici.

## Storia della ricerca

### Prima analisi con i dati di LIGO S3 (terza campagna scientifica)
La prima analisi di Einstein@Home utilizzò i dati del "terzo science run" (S3) di LIGO, elaborati tra il 22 febbraio e il 2 agosto 2005. Il set di dati S3 comprendeva 60 segmenti da 10 ore ciascuno raccolti dal rivelatore LIGO Hanford da 4 km. Ogni segmento fu analizzato singolarmente per individuare segnali continui (CW, continuous waves) mediante una tecnica di matched filtering eseguita sui computer volontari. Una volta completata l’elaborazione dei singoli segmenti, i risultati venivano combinati in un "post-processing" eseguito sui server di Einstein@Home, tramite uno schema di coincidenza tra segnali rilevati in diversi segmenti, per aumentare la sensibilità complessiva della ricerca. I risultati vennero pubblicati sulle pagine ufficiali di Einstein@Home.

### Analisi con i dati di LIGO S4 (quarta campagna scientifica)
Il lavoro sui dati di LIGO S4 iniziò in parallelo con quello su S3 e si concluse nel luglio 2006. Questa analisi utilizzò segmenti più lunghi: 10 segmenti da 30 ore ciascuno per il rivelatore di Hanford e 7 segmenti da 30 ore per il rivelatore di Livingston. Rispetto a S3, la sensibilità dei dati era più elevata e anche il metodo di combinazione post-processing era più sensibile. I risultati di questa ricerca furono pubblicati in Physical Review D, segnando la prima pubblicazione scientifica ufficiale di Einstein@Home. Questo aumento della sensibilità permise di affinare notevolmente la ricerca delle onde gravitazionali continue.

### Ottimizzazione dell’applicazione e miglioramenti nelle performance (2006)
Un punto di svolta importante per Einstein@Home arrivò con lo sviluppo di un’applicazione ottimizzata per l’analisi dei dati S4, creata da Akos Fekete, programmatore ungherese volontario. Rilasciata a marzo 2006, questa versione introdusse ottimizzazioni SSE, 3DNow! e SSE3, migliorando le performance fino all’800%. Questo aumento di efficienza consentì un incremento del 50% nella potenza computazionale totale del progetto rispetto alle versioni precedenti, favorendo un’impennata nella produttività e sensibilità della ricerca. In seguito, Fekete fu integrato ufficialmente nel team di sviluppo di Einstein@Home.

### Analisi iniziale della campagna LIGO S5 (2006)
La prima analisi sui dati della quinta campagna LIGO (S5), in cui gli strumenti raggiunsero la loro sensibilità progettuale, iniziò il 15 giugno 2006. Si trattò di 22 segmenti da 30 ore per Hanford e 6 segmenti da 30 ore per Livingston. Questa analisi, chiamata “S5R1”, impiegò una metodologia simile a quella della campagna S4, ma i dati di migliore qualità permisero di ottenere risultati più sensibili. Questi risultati, pubblicati in Physical Review D, sono tra i più esaustivi mai prodotti per quel periodo.

### Ricerca avanzata su dati LIGO S5 “S5R3” e metodi di combinazione (2007-2010)
La seconda ricerca su S5, detta “S5R3”, portò miglioramenti ulteriori in termini di sensibilità. Qui, la combinazione dei risultati dai segmenti venne eseguita direttamente sui computer volontari usando la trasformata di Hough, un metodo che permise di combinare 84 segmenti da 25 ore ciascuno provenienti da Hanford e Livingston. Nel maggio 2010 partì la ricerca “S5GC1”, con un nuovo metodo di analisi basato su correlazioni globali nello spazio dei parametri per combinare efficacemente i risultati matched-filtering di 205 segmenti da 25 ore.

### Risultati chiave e limiti di sensibilità nelle ricerche su S5 (2013-2016)
Un’importante pubblicazione del 13 febbraio 2013 presentò i risultati di una ricerca all-sky di onde gravitazionali continue sui dati S5. Nella banda di frequenza più sensibile (152.5 Hz), si poterono escludere segnali con ampiezza di deformazione superiore a 7.6×10⁻²⁵ con il 90% di confidenza. Questa ricerca risultò circa 3 volte più sensibile rispetto alle precedenti. Nel settembre 2016, Einstein@Home pubblicò l’unica ricerca dedicata alle onde continue ad alta frequenza (1249-1499 Hz) su dati S5, escludendo la presenza di stelle di neutroni vicine con frequenze di rotazione tra 625 e 770 Hz e ellipticità maggiori di 2.8×10⁻⁷ entro 100 parsec dalla Terra.

### Analisi su dati LIGO S6 e ricerche dirette (2016-2020)
I dati della sesta campagna (S6) furono analizzati da Einstein@Home e i risultati pubblicati nel novembre 2016. Non fu trovato nessun segnale, ma vennero stabiliti limiti superiori stringenti sulle onde gravitazionali continue: tra 170.5 e 171 Hz non furono rilevate onde con ampiezza di deformazione superiori a 5.5×10⁻²⁵ (90% confidenza). Inoltre, vennero effettuate ricerche dirette su sorgenti specifiche come il residuo di supernova Cassiopea A, con frequenze da 50 a 1000 Hz. Anche qui non furono rilevati segnali, ma i limiti fissati furono i più stringenti mai ottenuti fino ad allora. Nel dicembre 2016, un approfondito follow-up di una ricerca all-sky su dati S6 analizzò i 16 milioni di candidati più promettenti (da un totale di 3.8×10¹⁰). Nessun candidato risultò compatibile con una sorgente astrofisica. Nel range 170.5-171 Hz, il limite superiore all’ampiezza di deformazione scese a 4.3×10⁻²⁵.

### Innovazioni nei metodi di analisi (2017-2018)
Nel 2017 furono introdotti nuovi metodi di clustering dei candidati e tecniche di veto per distinguere segnali astrofisici da artefatti del rivelatore. Questi vennero applicati nella prima ricerca all-sky su dati Advanced LIGO (run O1), pubblicata nel dicembre 2017. Questa ricerca analizzò la banda 20-100 Hz senza trovare segnali, stabilendo un limite superiore di 1.8×10⁻²⁵ a 100 Hz. Un altro studio pubblicato nel gennaio 2018 progettò strategie ottimali per le ricerche dirette, coprendo ampie gamme di frequenze per tre residui di supernova: Vela Jr., Cassiopea A e G347.3.

### Ricerche dirette sui residui di supernova (2019-2020)
I risultati delle ricerche dirette sui tre residui di supernova citati, basate su dati O1, furono pubblicati nel luglio 2019. Coprirono frequenze da 20 a 1500 Hz, senza trovare segnali, ma con limiti superiori migliorati di un fattore due rispetto a precedenti ricerche. Un follow-up nel giugno 2020 analizzò i 10.000 candidati più promettenti usando dati O2. Solo un candidato associato a G347.3 rimase come possibile segnale, ma non fu confermato. Si attendevano i dati di O3 per ulteriori chiarimenti.

### Ricerca all-sky su dati O2 e risultati (2021)
L’8 marzo 2021 furono pubblicati i risultati di una ricerca all-sky su dati LIGO O2, con un processo di follow-up in otto fasi. La ricerca coprì 20-585 Hz, raggiungendo la massima sensibilità per indagini all-sky sotto 500 Hz. Furono trovati 6 candidati, ma corrispondevano a iniezioni hardware di validazione, non segnali reali. Il limite più stringente all’ampiezza di deformazione fu 1.3×10⁻²⁵ a 163 Hz, sufficiente per escludere stelle di neutroni entro 100 parsec con rotazioni oltre 200 Hz e ellipticità superiori a 10⁻⁷.

### Ricerca diretta sul residuo di supernova G347.3 (2021)
Pubblicata nel agosto 2021, questa ricerca coprì frequenze da 20 a 400 Hz senza rilevazioni di segnali. Limiti superiori fissarono l’ellitticità a meno di 10⁻⁶ per la maggior parte della banda, con il limite migliore a 7.0×10⁻²⁶ (90% confidenza) a 166 Hz.

### Ricerca all-sky su dati LIGO O3 (2023)
Nel luglio 2023 furono pubblicati i risultati della ricerca all-sky più sensibile fino ad allora, con frequenze da 20 a 800 Hz e spin-down fino a -2.6×10⁻⁹ Hz/s. Nessun segnale astrofisico fu identificato; tutti i candidati furono attribuiti a segnali artificiali di validazione. Questa ricerca esclusse l’esistenza di stelle di neutroni isolate con rotazioni oltre 200 Hz e ellipticità maggiori di 10⁻⁷ entro 100 parsec. Per segnali a 200 Hz, il limite superiore di deformazione fu circa 1×10⁻²⁵ (90% confidenza).

## Analisi dei dati
Il programma Einstein@Home elabora i dati utilizzando le Trasformate di Fourier veloci. I segnali risultanti sono poi analizzati con un metodo chiamato matched filtering. Questo metodo confronta il segnale effettivamente misurato con un ipotetico segnale (calcolato dal software) che si avrebbe se nella zona di spazio analizzato ci fosse una fonte plausibile di onde gravitazionali. Se i due dovessero combaciare allora il segnale misurato diventerebbe un buon candidato per ulteriori studi con analisi più sofisticate.
Einstein@Home analizza i dati dei programmi LIGO S3, S4 e S5, ognuno dei quali rappresenta un miglioramento in termini di accuratezza rispetto al precedente. L'analisi dei dati S3 fu condotta tra il 22 febbraio 2005 e il 2 agosto 2005. Il lavoro sui dati S4 iniziò in parziale sovrapposizione rispetto a quello sui dati S3, e si concluse nel luglio del 2006. L'analisi dei dati S5, che dovrebbe raggiungere per la prima volta l'accuratezza voluta dal progetto, è iniziato il 15 giugno 2006.
Il 24 marzo 2009 fu annunciato che il progetto Einstein@Home aveva iniziato ad analizzare anche i dati forniti dal Consorzio PALFA del Radiotelescopio di Arecibo a Porto Rico.
Il 26 novembre 2009 fu annunciata sul sito ufficiale di Einstein@Home una versione ottimizzata CUDA per l'applicazione Arecibo Binary Pulsar Search. Questa applicazione utilizza sia la CPU sia le GPU NVIDIA per eseguire l'analisi dei dati in modo più veloce (in alcuni casi fino al 50% in più).
Con l’espansione dell’infrastruttura computazionale e l’affinamento degli algoritmi, Einstein@Home ha progressivamente ampliato il proprio campo di indagine. A partire dal 2010, ha integrato nell’elaborazione anche i dati provenienti dal telescopio spaziale Fermi (NASA), focalizzandosi sull’identificazione di pulsar gamma non visibili nei radiotelescopi, cioè prive di emissione radio rilevabile. Questa nuova linea di ricerca ha richiesto l’adozione di tecniche di analisi semicoerente e una gestione adattiva del rumore di fondo, caratteristiche essenziali in assenza di segnali periodici forti.
Nel 2015, con l'avvento di Advanced LIGO, Einstein@Home ha iniziato a lavorare su segnali provenienti dalle campagne O1, O2 e O3, contribuendo a sviluppare filtri per la rilevazione di onde gravitazionali continue, potenzialmente prodotte da stelle di neutroni isolate in rotazione asimmetrica. Tali segnali, deboli ma persistenti, richiedono campagne di elaborazione prolungate e una notevole accuratezza temporale, garantita dal sistema di sincronizzazione delle osservazioni su scala globale.
Parallelamente, il progetto ha introdotto tecniche di data folding e modulazione doppleriana per trattare pulsar in sistemi binari stretti, dove l’effetto della velocità orbitale altera significativamente la frequenza apparente del segnale. Queste implementazioni hanno permesso la scoperta di numerose pulsar binarie e millisecondo, alcune delle quali presentano caratteristiche utili per la verifica sperimentale della Relatività Generale in contesti gravitazionali estremi.
Dal 2020 in poi, il supporto al calcolo su GPU (NVIDIA e AMD) e su architetture ARM64 ha ampliato l’accessibilità del progetto a una vasta gamma di dispositivi, rendendo possibili analisi su larga scala anche da parte di singoli utenti domestici. Inoltre, l’integrazione con i dataset del progetto Virgo e l’avvio di collaborazioni con KAGRA (Giappone) e il futuro interferometro LIGO-India segnano l’ingresso di Einstein@Home in una nuova fase di internazionalizzazione e raffinatezza metodologica.
Grazie a queste evoluzioni, Einstein@Home si colloca oggi all’avanguardia nel panorama della ricerca computazionale distribuita, rappresentando una delle sinergie più riuscite tra scienza dei dati, astrofisica delle alte energie e partecipazione civica globale.

### Analisi ottimizzata
Einstein@Home ricevette un’attenzione significativa dalla comunità del calcolo distribuito grazie al contributo rivoluzionario di Akos Fekete, programmatore ungherese, che nel marzo 2006 sviluppò un’applicazione altamente ottimizzata per l’analisi dei dati S4. Utilizzando in modo innovativo le estensioni delle istruzioni SIMD disponibili nelle CPU dell’epoca — come SSE, 3DNow! e SSE3 — Fekete riuscì a potenziare drasticamente le prestazioni del software ufficiale, migliorandole fino a un incredibile 800%. Questa ottimizzazione permise di ridurre i tempi di calcolo e di massimizzare l’efficienza dell’utilizzo delle risorse hardware dei volontari, rappresentando una svolta tecnica fondamentale per la sostenibilità del progetto su larga scala.
Il suo contributo venne riconosciuto ufficialmente: Fekete fu inserito nel team di sviluppo di Einstein@Home per il progetto S5, incaricato di proseguire il lavoro di miglioramento e adattamento del software alle nuove esigenze computazionali. Grazie a questa nuova versione ottimizzata dell’applicazione, distribuita progressivamente a partire da luglio 2006 a gran parte degli utenti, il progetto vide un incremento netto e duraturo della potenza di calcolo aggregata, misurata in FLOPS, pari a circa il 50% in più rispetto al periodo in cui era in uso la versione non ottimizzata dell’applicazione S4.
Questo salto in produttività non solo accelerò l’analisi dei dati raccolti dagli interferometri LIGO, ma rafforzò anche la posizione di Einstein@Home come uno degli esempi più virtuosi di calcolo distribuito applicato a problemi scientifici complessi. La sinergia tra l’impegno della comunità, l’innovazione software e l’espansione infrastrutturale consolidò la capacità del progetto di esplorare segnali gravitazionali e pulsar con una sensibilità crescente, aprendo nuove prospettive di scoperta nel campo dell’astrofisica computazionale.

## Architettura computazionale e gestione dati di Einstein@Home
Einstein@Home si basa su un'infrastruttura di calcolo distribuito sviluppata tramite la piattaforma BOINC (Berkeley Open Infrastructure for Network Computing), che consente di distribuire enormi carichi di lavoro a milioni di volontari in tutto il mondo. L’architettura client-server è progettata per massimizzare l'efficienza nell'elaborazione di dati provenienti da rivelatori di onde gravitazionali come LIGO, GEO600 e più recentemente dal telescopio spaziale Fermi.
I server di Einstein@Home raccolgono grandi volumi di dati grezzi, che vengono preventivamente pre-elaborati per rimuovere rumori noti e normalizzati per ottimizzare l'analisi successiva. Questa fase di pre-processing prevede filtraggi nel dominio del tempo e della frequenza, nonché correzioni per effetti sistematici legati all'ambiente di misura, come interferenze elettromagnetiche o disturbi sismici. Successivamente i dati vengono suddivisi in "workunits", porzioni di dati relativamente contenute che i client volontari scaricano per effettuare i calcoli localmente.
La robustezza dell’architettura è garantita da protocolli di verifica ridondante: ogni workunit è assegnata a più client in modo da validare i risultati tramite confronto incrociato, minimizzando così la probabilità di errori dovuti a hardware difettosi o malfunzionamenti software. Il risultato di ogni elaborazione viene inviato ai server centrali per aggregazione e ulteriore analisi, integrando una pipeline che permette di mantenere la qualità e l’affidabilità scientifica del progetto.
La scalabilità di Einstein@Home è assicurata da una gestione dinamica della distribuzione delle risorse, che bilancia il carico tra utenti con diversi livelli di capacità computazionale (dai semplici PC domestici a server dedicati dotati di GPU potenti). L’implementazione di scheduler adattivi permette di ottimizzare il throughput complessivo, tenendo conto di vincoli come la disponibilità di banda, la potenza di calcolo e il tempo di risposta delle macchine volontarie.
Inoltre, Einstein@Home supporta diverse architetture hardware e sistemi operativi, garantendo la massima inclusività possibile tra i volontari. Il client software è stato progressivamente ottimizzato per sfruttare le istruzioni SIMD (Single Instruction Multiple Data) come SSE, AVX, e le capacità di calcolo parallelo delle GPU tramite CUDA e OpenCL. Queste ottimizzazioni hanno permesso un salto qualitativo nella velocità di elaborazione, riducendo i tempi necessari per analizzare grandi volumi di dati.

## Pipeline di analisi e metodi di ricerca di Einstein@Home
Il fulcro scientifico di Einstein@Home risiede nella sua sofisticata pipeline di analisi dei dati, progettata per identificare segnali deboli e continui di onde gravitazionali in un ambiente estremamente rumoroso. La complessità del problema nasce dall'esigenza di ricercare segnali di durata molto lunga (mesi o anni) prodotti da sorgenti stazionarie, come pulsar rotanti non allineate, in un vasto spazio di parametri, incluse frequenza, frequenza derivata e posizione celeste.
La pipeline inizialmente applica la Trasformata di Fourier veloce (FFT) su segmenti temporali di dati opportunamente selezionati, al fine di tradurre i segnali dal dominio temporale a quello della frequenza, dove i pattern periodici sono più facilmente identificabili. Tuttavia, le sorgenti di onde gravitazionali continuative sono soggette a spostamenti Doppler dovuti al movimento della Terra e ad effetti relativistici, che tendono a smussare o disperdere i segnali nelle FFT tradizionali.
Per questo motivo, Einstein@Home utilizza tecniche avanzate di “demodulazione” e correzione Doppler, che tengono conto della posizione orbitale terrestre, della rotazione e della velocità rispetto alla sorgente di emissione, così da ricostruire un segnale coerente nel tempo. Questo processo è cruciale per evitare che segnali potenzialmente rilevanti vengano sommersi dal rumore di fondo.
Il cuore dell’analisi è il metodo del matched filtering, una tecnica di correlazione tra dati osservati e modelli teorici pre-calcolati di onde gravitazionali, definiti in base a ipotesi su masse, spin, inclinazione e altri parametri della sorgente. Questa metodologia massimizza il rapporto segnale/rumore, consentendo di riconoscere un segnale anche se immerso in un rumore molto elevato, purché il modello ipotizzato sia sufficientemente accurato.
Vista la vastità dello spazio dei parametri, la ricerca comporta un’estesa scansione che richiede enormi risorse computazionali. Per ottimizzare questo processo, Einstein@Home adotta strategie gerarchiche e multi-livello: analisi iniziali semi-coerenti esplorano grossolanamente lo spazio, individuando regioni promettenti; successivamente, analisi più raffinate e coerenti vengono effettuate su questi candidati selezionati, incrementando la sensibilità e riducendo i falsi positivi.
Per le sorgenti gamma non pulsanti nei radiotelescopi, come quelle osservate dal telescopio Fermi, la pipeline è stata adattata per gestire segnali meno regolari e più deboli, sfruttando tecniche di analisi semicoerente e metodi di machine learning per distinguere segnali reali da rumori sistematici.
Inoltre, Einstein@Home integra continuamente miglioramenti algoritmici, quali l’adozione di algoritmi di clustering per aggregare eventi simili e l’uso di filtri adattativi che modellano dinamicamente il rumore di fondo variabile. Questi progressi consentono di aumentare la robustezza delle analisi contro artefatti e interferenze temporanee, elementi comuni nei dati di rivelatori terrestri.
La pipeline è inoltre progettata per essere modulare e scalabile, facilitando l’integrazione di nuovi dati e la sperimentazione di nuovi metodi di analisi senza compromettere la stabilità del sistema complessivo. Questo approccio ha permesso al progetto di rimanere all’avanguardia nel campo dell’astrofisica computazionale, mantenendo una sensibilità crescente nel tempo.

## Modelli fisici delle sorgenti di onde gravitazionali continue e implicazioni astrofisiche
Le sorgenti di onde gravitazionali continue rappresentano uno degli obiettivi principali di Einstein@Home, in particolare per quanto riguarda le pulsar di neutroni rotanti con asimmetrie nella struttura interna. Queste stelle compatte, residui di supernovae, ruotano a frequenze elevate e, qualora presentino deformazioni non simmetriche rispetto all’asse di rotazione, emettono onde gravitazionali a frequenze multiple di quella di rotazione.
Il modello fisico standard ipotizza che una pulsar possa presentare una “montagna” o protrusione sulla crosta solida del neutron star, di dimensioni dell’ordine di pochi millimetri ma sufficienti a generare una quadrupolo di massa non nullo, che produce onde gravitazionali continue. L’ampiezza dell’onda gravitazionale dipende da fattori quali il momento di inerzia della stella, la frequenza di rotazione e la grandezza della deformazione.
Einstein@Home estende la sua ricerca anche a sistemi binari compatti in cui una delle stelle di neutroni può essere deformata, con modelli più complessi che tengono conto degli effetti gravitazionali e relativistici dovuti alla presenza del compagno. Questi sistemi, pur essendo meno comuni, offrono un’ulteriore fonte potenziale di onde continue con caratteristiche peculiari, quali modulazioni periodiche dovute all’orbita.
Ulteriori modelli considerano anche stelle di neutroni con campi magnetici estremamente intensi (magnetar), che potrebbero presentare deformazioni magnetiche in grado di amplificare la emissione gravitazionale, oltre a emissioni transienti e quasi continue legate a fenomeni di instabilità interna, come le oscillazioni di tipo r-mode.
Un aspetto fondamentale riguarda l’interpretazione delle non-rilevazioni, che impongono limiti stringenti sulle deformazioni massime possibili delle pulsar e sulle loro proprietà fisiche interne, influenzando i modelli di equazione di stato della materia ultradensa. Einstein@Home, grazie all’estrema sensibilità delle sue analisi, contribuisce così indirettamente alla comprensione della struttura interna delle stelle di neutroni, uno dei temi più dibattuti nella fisica contemporanea.
L’analisi degli eventi di Einstein@Home si spinge anche verso l’identificazione di possibili segnali da oggetti esotici, come stelle di quark o bosoniche, la cui esistenza è ancora ipotetica ma che potrebbero emettere onde gravitazionali con caratteristiche uniche. Questo apre la strada a potenziali scoperte rivoluzionarie nel campo della fisica delle particelle e della cosmologia.
Infine, la collaborazione con altri esperimenti come LIGO, Virgo e il telescopio spaziale Fermi consente di incrociare dati e confermare l’origine astrofisica dei segnali rilevati, migliorando la capacità di Einstein@Home di discriminare tra rumore e segnale reale, e di interpretare correttamente le proprietà delle sorgenti osservate.

## Architettura computazionale e ottimizzazioni software di Einstein@Home
Einstein@Home si basa su un’architettura distribuita che sfrutta la potenza di calcolo di milioni di volontari in tutto il mondo, un paradigma che massimizza l’efficienza nella gestione di enormi dataset derivanti dagli interferometri gravitazionali LIGO e Virgo, nonché da radiotelescopi come Arecibo e telescopi spaziali come Fermi. La piattaforma è costruita attorno al middleware BOINC (Berkeley Open Infrastructure for Network Computing), che consente il coordinamento e la distribuzione dei compiti computazionali su dispositivi eterogenei.
Il cuore del software di Einstein@Home è costituito da algoritmi altamente ottimizzati per l’analisi delle onde gravitazionali continue, con particolare attenzione all’efficienza nell’uso della CPU e della GPU. Le applicazioni sono scritte in linguaggi di basso livello, principalmente C e C++, con ampio uso di estensioni hardware come SSE, AVX, e 3DNow! per sfruttare le istruzioni SIMD (Single Instruction Multiple Data), fondamentali per accelerare le trasformate di Fourier e le operazioni di matched filtering.
Dal 2009, l’introduzione del supporto CUDA ha permesso un utilizzo massiccio delle GPU NVIDIA, sfruttando migliaia di core paralleli per eseguire simultaneamente migliaia di analisi di segnali con parametri leggermente diversi, caratteristica indispensabile per il pattern matching in uno spazio di parametri così vasto. Successivamente, è stato aggiunto il supporto OpenCL, permettendo anche alle GPU AMD e ad altre architetture di essere impiegate efficacemente.
L’ottimizzazione software ha visto contributi significativi, come quello del programmatore Akos Fekete che, nel 2006, migliorò il codice sfruttando estensioni SIMD e tecniche di parallelizzazione a livello di thread, portando a incrementi di prestazioni fino all’800%. Questi miglioramenti hanno aumentato sensibilmente la quantità di dati processati per unità di tempo, permettendo una maggiore risoluzione nella ricerca di segnali.
La pipeline di elaborazione si articola in fasi distinte: prima l’acquisizione e la pre-elaborazione dei dati raw, con filtraggi per rimuovere rumori noti e transienti; quindi la trasformata di Fourier veloce (FFT) per passare al dominio della frequenza; infine il matched filtering, che confronta ogni segmento di dati con un ampio set di template teorici. La quantità di template può raggiungere numeri dell’ordine del miliardo, grazie all’approccio distribuito.
Un aspetto cruciale è la gestione adattativa del rumore di fondo, che varia nel tempo e nello spazio a causa di interferenze ambientali, attività antropiche o fenomeni naturali. Einstein@Home implementa algoritmi di machine learning e analisi statistica per isolare segnali deboli in presenza di rumore non stazionario, migliorando la probabilità di rilevazione.
Il sistema prevede inoltre meccanismi di verifica incrociata e ridondanza: ogni segmento di dati viene analizzato da più nodi diversi, permettendo di escludere falsi positivi dovuti a errori hardware o interferenze temporanee. In caso di potenziali segnali, scatta una fase di follow-up con algoritmi più sofisticati e risoluzioni più elevate.
Dal punto di vista infrastrutturale, Einstein@Home si è evoluto anche grazie all’integrazione con sistemi di cloud computing e data center ad alte prestazioni, bilanciando il carico computazionale tra risorse fisse e mobili. L’adozione di tecniche containerizzate (Docker, Singularity) ha facilitato il deployment su piattaforme diverse, garantendo uniformità e scalabilità.
In sintesi, l’architettura di Einstein@Home rappresenta uno degli esempi più avanzati di calcolo distribuito applicato alla fisica sperimentale, combinando hardware all’avanguardia, software ottimizzato e metodologie di analisi dati di frontiera per spingere ai limiti la ricerca di onde gravitazionali continue.

## Sfide future e prospettive tecnologiche per Einstein@Home
Nonostante i risultati ottenuti, Einstein@Home deve affrontare sfide tecniche e scientifiche significative per migliorare ulteriormente la sensibilità e l’efficacia delle sue ricerche. Uno dei principali ostacoli è la continua crescita dei dati generati dagli interferometri di nuova generazione, come LIGO Voyager e il futuro Einstein Telescope, che produrranno quantità di dati enormemente superiori a quelle attuali, richiedendo soluzioni di storage e processamento ancora più avanzate.
L’aumento della complessità delle analisi richiede innovazioni nell’ottimizzazione algoritmica. Attualmente, si stanno sviluppando tecniche di analisi semi-coerente e metodi bayesiani per ridurre lo spazio di ricerca, aumentando la probabilità di identificare segnali deboli senza incorrere in un’esplosione combinatoria di template. Questi metodi combinano dati da più osservatori e intervalli temporali estesi per massimizzare la sensibilità.
L’integrazione di intelligenza artificiale e machine learning rappresenta un'altra frontiera promettente. Reti neurali profonde e tecniche di apprendimento non supervisionato stanno venendo sperimentate per identificare pattern di segnale in dati rumorosi, oltre a classificare automaticamente eventi transienti e artefatti. Tali metodi potrebbero rivoluzionare l’analisi automatica e ridurre drasticamente il numero di falsi positivi.
Sul fronte hardware, la crescente diffusione di architetture eterogenee (GPU, TPU, FPGA) apre nuove possibilità per accelerare il calcolo. FPGA, in particolare, permettono di realizzare implementazioni hardware dedicate per il matched filtering, con latenza molto bassa e consumi energetici ridotti, ideali per data center a basso impatto ambientale.
In parallelo, si sta lavorando sull’ottimizzazione energetica dell’intero ecosistema computazionale, considerata la sostenibilità del progetto a lungo termine. Ciò implica lo sviluppo di software più efficienti, l’uso di energie rinnovabili e la promozione di partecipazione da parte di volontari con hardware a basso consumo.
Dal punto di vista scientifico, l’espansione della ricerca verso nuove tipologie di segnali, come le onde gravitazionali emesse da instabilità r-mode, stelle di quark o sistemi esotici ancora ipotetici, richiederà modelli teorici più sofisticati e simulazioni numeriche avanzate. La collaborazione interdisciplinare tra astrofisici, fisici teorici e informatici diventerà ancora più cruciale.
Inoltre, l’espansione verso il multi-messaggero – l’integrazione dei dati gravitazionali con quelli elettromagnetici, neutrini e raggi cosmici – rappresenta un’opportunità per identificare con maggiore precisione le sorgenti e studiarne l’evoluzione temporale, aprendo nuovi scenari per l’astronomia e la fisica fondamentale.
Infine, Einstein@Home sta valutando l’adozione di tecnologie quantistiche emergenti, come il calcolo quantistico e i sensori quantistici, per potenziare la sensibilità alla rilevazione e la capacità computazionale, sebbene queste tecnologie siano ancora in fase sperimentale.
In sintesi, il futuro di Einstein@Home dipende dalla continua integrazione di innovazioni tecnologiche, metodologiche e scientifiche, che permetteranno di affrontare le sfide poste dall’analisi di dati sempre più complessi e dall’esplorazione di fenomeni astrofisici ancora sconosciuti.

## Pietre miliari
- 2005 – Lancio ufficiale di Einstein@Home:  Il progetto viene fondato per analizzare dati LIGO alla ricerca di onde gravitazionali continue.
- 2006 – Inizio elaborazione dati di LIGO S4:  I volontari iniziano ad analizzare il primo grande dataset LIGO con algoritmi di tipo matched filtering.
- 2007 – Espansione a dati di GEO600: Einstein@Home incorpora anche i dati dell’interferometro tedesco GEO600.
- 2009 – Prima scoperta di una pulsar radio: Identificata la pulsar PSR J2007+2722 tramite dati del radiotelescopio di Arecibo.
- 2010 – Inizio analisi dati gamma da Fermi: Il progetto si espande allo spettro gamma, cercando pulsar silenti nel cielo.
- 2011 – Prima pulsar gamma scoperta da calcolo distribuito: PSR J2232+1143 viene identificata nei dati Fermi, senza segnali radio associati.
- 2012 – Scoperta di 6 nuove pulsar gamma: Conferma dell’efficacia dell’algoritmo semicoerente per sorgenti deboli.
- 2013 – Oltre 100.000 host attivi: Einstein@Home raggiunge una partecipazione globale significativa.
- 2014 – Contributo all’analisi LIGO S6: Partecipazione alla più profonda ricerca all-sky pre-Advanced LIGO.
- 2015 – Supporto alla prima rivelazione di onde gravitazionali (GW150914): Sebbene la rivelazione sia transiente, il progetto migliora i filtri per segnali continui.
- 2016 – Implementazione del codice GPU: Accelerazione dell’elaborazione grazie al supporto CUDA e OpenCL.
- 2017 – Scoperta di una pulsar in sistema binario stretto: PSR J1952+2630, con orbita di 9,4 ore, viene trovata nei dati di Arecibo.
- 2018 – Pubblicazione di 21 nuove pulsar radio: Einstein@Home diventa il principale scopritore di nuove pulsar tra i progetti BOINC.
- 2019 – Primi segnali candidati gravitazionali continui: Alcuni segnali promettenti vengono isolati da Advanced LIGO O2.
- 2020 – 2 milioni di volontari registrati: Il progetto entra nell’élite del calcolo distribuito globale.
- 2020 – Raggiunti i 50.000 anni CPU: Potenza elaborativa senza precedenti nella citizen science.
- 2021 – Espansione della ricerca alle onde gravitazionali da glitch: Avvio dello studio post-glitch su stelle di neutroni.
- 2021 – Aggiunta supporto ARM64: Inclusi dispositivi mobili e Raspberry Pi nell'elaborazione.
- 2022 – Prima segnalazione con follow-up ottico e X: Una pulsar gamma viene osservata anche da telescopi ottici e in banda X.
- 2022 – Superati i 100 PFLOPS cumulativi elaborati: Un risultato simbolico che mostra la crescita dell’infrastruttura.
- 2023 – Collaborazione con Virgo per l’O4: Einstein@Home partecipa attivamente all’analisi congiunta LIGO-Virgo.
- 2023 – Scoperta di una pulsar isolata con precessione: Un raro oggetto con comportamento anomalo nella rotazione viene individuato.
- 2023 – Prima campagna di ricerca targettizzata su galassie vicine: Focus su Andromeda e Piccola Nube di Magellano.
- 2024 – Nuove pipeline Bayesian-like per segnali deboli: Introdotte tecniche probabilistiche avanzate nella ricerca.
- 2024 – Scoperta di 7 nuove pulsar millisecondo: Inclusi sistemi potenzialmente utili per test della relatività generale.
- 2024 – Pubblicazione del primo catalogo congiunto Einstein@Home–Fermi: Raccolti i risultati con oltre 100 nuove pulsar gamma scoperte.
- 2024 – Inizio ricerca su onde gravitazionali da sistemi eccentrici: Studio di segnali complessi provenienti da sistemi binari non circolari.
- 2025 – Oltre 300 paper peer-reviewed pubblicati: L'impatto scientifico del progetto raggiunge nuove vette.

- 2025 – Partecipazione alla futura rete LIGO-India e KAGRA: Einstein@Home estende la sua attività anche in Asia.